# Tmarus loriae
Tmarus loriae är en spindelart som beskrevs av Tord Tamerlan Teodor Thorell 1890. Tmarus loriae ingår i släktet Tmarus och familjen krabbspindlar. Inga underarter finns listade i Catalogue of Life.